# Gymnoscelis crassata
Gymnoscelis crassata är en fjärilsart som beskrevs av W. Warren 1901. Gymnoscelis crassata ingår i släktet Gymnoscelis och familjen mätare. Inga underarter finns listade i Catalogue of Life.